# Torbjörn Lassenius
Torbjörn Lassenius (Lars Torbjörn Lassenius; * 4. August 1931 in Helsinki) ist ein ehemaliger finnischer Zehnkämpfer.
1954 gewann er bei den Europameisterschaften in Bern Silber.
Bei den Olympischen Spielen 1956 in Melbourne wurde er Siebter und bei den Europameisterschaften 1958 in Stockholm Elfter.
Von 1954 bis 1956 wurde er dreimal in Folge Finnischer Meister. Seine persönliche Bestleistung von 6991 Punkten (7062 Punkte in der heutigen Wertung) stellte er am 23. September 1956 in Hamburg auf.